# 本田創造
本田 創造（ほんだ そうぞう、1924年〈大正13年〉5月5日 - 2001年〈平成13年〉1月7日）は、日本の歴史学者。専門はアメリカ史。一橋大学名誉教授。サンケイ児童出版文化賞受賞。

## 人物・経歴
大阪市出身。1949年東京大学経済学部卒業。1954年一橋大学経済研究所アメリカ経済研究部門で、都留重人教授や小原敬士教授の下、佐藤定幸とともに助手に就任。
一橋大学経済研究所助教授、神戸大学文学部助教授、一橋大学社会学部教授を経て、1988年一橋大学を定年退官し、一橋大学より名誉教授の称号を受ける。同年桜美林大学教授に就任。その後桜美林大学学長補佐、桜美林大学副学長を務めた。2001年1月7日、虚血性心不全のため死去。
専門はアメリカ社会経済史で、1988年には岩波ジュニア新書『私は黒人奴隷だった : フレデリック・ダグラスの物語』で第35回サンケイ児童出版文化賞を受賞。
指導学生に土肥恒之（一橋大学名誉教授）、竹中興慈（東北大学名誉教授）、辻内鏡人（元一橋大学教授）、中野聡（一橋大学学長）、佐藤千登勢（筑波大学教授）、上杉忍（横浜市立大学名誉教授）、大森一輝（北海学園大学教授）、廣瀬直己（元東京電力ホールディングス社長）など。

## 著作

### 著書
- 『アメリカ南部奴隷制社会の経済構造』岩波書店 1964年
- 『アメリカ黒人の歴史』岩波新書 1964年
- 『アメリカ社会と黒人 : 黒人問題の歴史的省察』大月書店 1972年
- 『南北戦争・再建の時代 : ひとつの黒人解放運動史』創元社 1974年
- 『アメリカ資本主義の成立と展開』（都留重人,宮野啓二と共編）岩波書店 1974年
- 『1960年代のアメリカ合衆国史における多人種的社会構成と民衆運動に関する総合研究』一橋大学 1986年
- 『私は黒人奴隷だった : フレデリック・ダグラスの物語』岩波ジュニア新書 1987年
- 『アメリカ社会史の世界』（編）三省堂 1989年

### 訳書
- K.C.ホイーア『リンカン : その生涯と思想』（小原敬士と共訳）岩波新書 1957年
- ジョン・ホープ・フランクリン『人種と歴史 : 黒人歴史家のみたアメリカ社会』（監訳）岩波書店 1993年